# トミー精工
株式会社トミー精工（とみーせいこう、TOMY SEIKO Co,Ltd.,）は、東京都練馬区に本社を置く医科、理科機器の製造販売を行う企業である。主に大学などの研究機関を中心に行っている。

## 沿革
- 1959年 - 会社設立

## 関連会社
- トミー工業
- トミーデジタルバイオロジー
- トミーマネージメントサービス
- TOMY TECH U.S.A.,INC.
- トミーメディコ
- トミー沖縄ノボサイエンス